# Dagoberto Pelentier
Dagoberto Pelentier (Nova Esperança do Sudoeste, 22 maart 1983) is een Braziliaans voetballer.

## Biografie
Dagoberto begon zijn carrière bij Atlético Paranaense, waarmee hij in 2001 meteen landskampioen werd. In 2007 maakte hij de overstap naar São Paulo, waarmee hij ook de landstitel binnen haalde. Het jaar erna deed hij dit nog eens over. Na een jaar bij Internacional voegde hij zich in 2013 bij Cruzeiro, met deze club haalde hij zijn vierde landstitel binnen. In 2019 werd hij topschutter voor Londrina in de Série B. 
Hij speelde nooit voor de nationale ploeg, maar wel voor de jeugdreeksen. In 2003 werd hij met zijn team wereldkampioen -20.